# AM Herculis

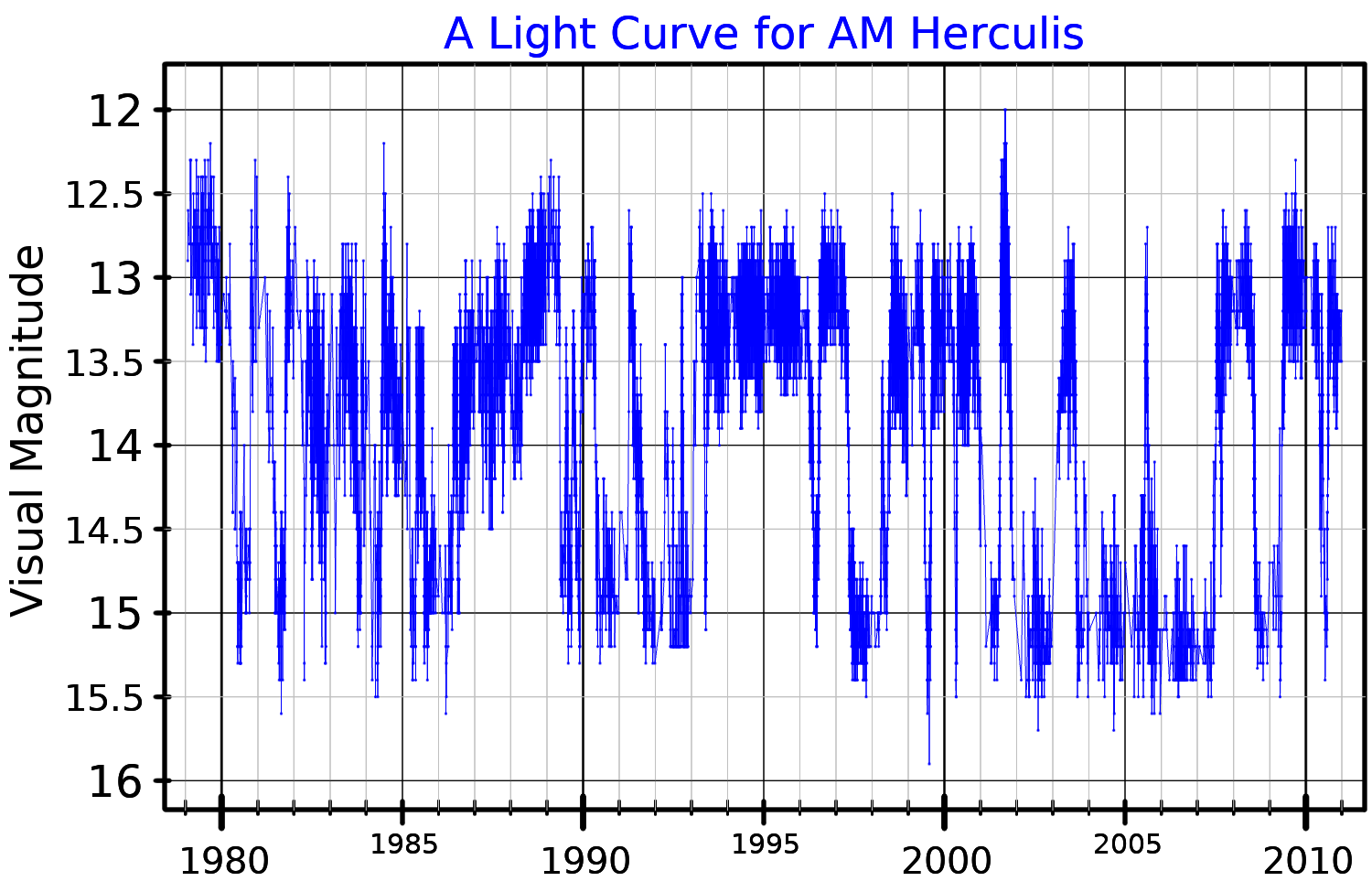
Curva de luz en banda V de AM Herculis, trazada a partir de datos AAVSO.

AM Herculis es una estrella variable binaria situada en la constelación de Hércules. Esta estrella, junto con la estrella AN Ursae Majoris, es el prototipo de una categoría de estrellas variables cataclísmicas llamadas polares o estrellas de tipo AM Her.

## Historia
AM Herculis fue catalogada por primera vez en 1923 por Max Wolf y fue listada en su momento como Veränderlicher 28.1923, que ahora es AN 28.1923 en el Catálogo General de Estrellas Variables. Se observó que era una estrella variable irregular que oscilaba entre 12 y 14 en magnitud aparente.
En 1976, el astrónomo S. Tapia descubrió que la luz de la estrella estaba polarizada tanto lineal como circularmente, lo que demostraba la existencia de un fuerte campo magnético alrededor del sistema y revelaba que éste era más complejo de lo que se pensaba.

## Sistema
El sistema binario AM Herculis contiene una enana blanca y una enana roja. La enana blanca recibe material directamente de la enana roja sin disco de acreción. El primario de la enana blanca es muy magnético y el material que recibe se canaliza hacia los polos magnéticos. El ritmo de acreción es inestable, a veces disminuye drásticamente y reduce el brillo de todo el sistema. También hay variaciones periódicas que se cree están causadas por la aparición y eclipse de las regiones de acreción durante la rotación de la enana blanca.